# Richard S. Varga
Pour les articles homonymes, voir Varga.
Richard Steven Varga, né le 9 octobre 1928 et mort le 25 février 2022,, est un mathématicien américain spécialisé dans l'analyse numérique et l'algèbre linéaire. Il est professeur émérite de sciences mathématiques à l'université d'État de Kent et professeur auxiliaire à l'université Case Western Reserve. Varga est connu pour ses contributions à de nombreux domaines des mathématiques, dont l'analyse matricielle, l'analyse complexe, la théorie de l'approximation et le calcul scientifique. Il est l'auteur du manuel classique Matrix Iterative Analysis. Varga a été rédacteur en chef de la revue Electronic Transactions on Numerical Analysis (ETNA).

## Naissance et éducation
Richard Varga est né à Cleveland, Ohio de parents nés en Hongrie en 1928. Il a obtenu un bachelor en mathématiques du Case Institute of Technology (actuelle Université Case Western Reserve) en 1950. Varga était membre de l'équipe de lutte de Case.
Suivant les conseils du professeur Max Morris à Case, Varga a rejoint l'université Harvard pour la maîtrise et a obtenu une maîtrise en mathématiques. Poursuivant son doctorat à Harvard sous la supervision de Joseph L. Walsh, Varga a travaillé sur la théorie de l'approximation rationnelle des fonctions analytiques complexes. Varga a obtenu son doctorat en 1954 avec une thèse intitulée Properties of a Special Set of Entire Functions and their Respective Partial Sums,.
À Harvard, Varga a également étudié avec Garrett Birkhoff, qui est ensuite venu collaborer avec Varga dans la recherche à la fois sur les méthodes itératives pour les équations différentielles et sur les matrices positives (et les opérateurs positifs (en) sur les espaces vectoriels partiellement ordonnés).

## Carrière
De 1954 à 1960, Varga a travaillé pour le Bettis Atomic Power Laboratory (en) de Pittsburgh. En 1960, il est retourné à l'université Case Western Reserve en tant que professeur de mathématiques et y est resté pendant les neuf années suivantes. Il a ensuite déménagé à l'université d'État de Kent en tant que professeur d'université de mathématiques. À Kent, Varga a occupé de nombreux postes universitaires, notamment celui de directeur (1980-1988) et de directeur de recherche (1988-2006) de l'Institute for Computational Mathematics. Son travail comprend l'analyse numérique - en particulier les méthodes itératives en algèbre linéaire numérique (en), la théorie des matrices et les équations différentielles - la théorie de l'approximation complexe, en particulier l'approximation de Padé (souvent avec Edward B. Saff (en)) - et la théorie analytique des nombres, y compris les calculs de haute précision liés à l'hypothèse de Riemann. Il est également connu pour avoir préconisé l'expérimentation en mathématiques et pour avoir écrit une monographie examinant ses contributions sur le calcul scientifique pour résoudre des problèmes ouverts et des conjectures.
En 1992 il crée les Electronic Transactions on Numerical Analysis avec Arden Ruttan et  Lothar Reichel, de  l'université d'État de Kent, comme journal en libre accès.
Il est l'un des orateurs en plénière de la célébration Olga Taussky-Todd des carrières pour les femmes en mathématiques, conférence tenue en 1999 pour célébrer les femmes en mathématiques.

## Récompenses et honneurs
En 1963 il bénéficie d'une bourse Guggenheim et en 1982 il reçoit le prix Humboldt.
Il reçoit un doctorat honoraire de l'université de Karlsruhe (1991) et de l'université de Lille.
En 2005, l'International Linear Algebra Society (ILAS) lui décerné le prix Hans-Schneider en algèbre linéaire.
En 2012, il est devenu membre de l'American Mathematical Society.

## Publications
- Matrix Iterative Analysis. Prentice Hall, Englewood Cliffs NJ 1962.
- Topics in Polynomial and Rational Interpolation and Approximation (= Seminaire de Mathematiques Superieures. 81). Les Presses de l'Université de Montréal, Montréal 1982,  (ISBN 2-7606-0573-6).
- avec Albert Edrei, Edward B. Saff: Zeros of Sections of Power Series (= Lecture Notes in Mathematics. 1002). Springer, Berlin & al 1983,  (ISBN 3-540-12318-0).
- Concernant plus particulièrement la Constante de De Bruijn-Newman :
  - (en) George Csordas, T. S. Norfolk et Richard S. Varga, « A low bound for the de Bruijn-newman constant Λ », Numerische Mathematik, vol. 52, no 5,‎ septembre 1987, p. 483–497 (DOI 10.1007/BF01400887).
  - (en) George Csordas, Wayne Smith et Richard S. Varga, « Lehmer pairs of zeros, the de Bruijn-Newman constant Λ, and the Riemann Hypothesis », Constructive Approximation (en), vol. 10, no 1,‎ mars 1994, p. 107–129 (DOI 10.1007/BF01205170).
  - (en) George Csordas, Andrew Odlyzko, Wayne Smith et Richard S. Varga, « A new Lehmer pair of zeros and a new lower bound for the De Bruijn-Newman constant Λ », Electronic Transactions on Numerical Analysis, vol. 1,‎ décembre 1993, p. 104–111 (lire en ligne).
- Concernant plus particulièrement le théorème de Gerschgorin :
  - (en) Richard S. Varga, Geršgorin and His Circles, Springer, 2004, 230 p. (ISBN 978-3-540-21100-6, lire en ligne), [errata]